# همدرد
همدرد (به انگلیسی: The Sympathizer) اولین رمان نویسنده آمریکایی ویتنامی، ویت تان نگوین است که در سال ۲۰۱۶ موفق شد جایزه بخش ادبیات داستانی پولیتزر را دریافت کند.

## جوایز
- ۲۰۱۵، برنده مرکز جایزه اولین رمان داستانی[۲]
- ۲۰۱۵، برنده جایزه ادبی apala[۳]
- ۲۰۱۶، برنده جایزه پولیتزر برای داستان[۴]
- ۲۰۱۶، برنده جایزه صلح ادبی دیتون[۵]
- ۲۰۱۶، برنده جایزه پن/فاکنر برای داستان[۶]
- ۲۰۱۷، نامزد جایزه ایمپک دوبلین[۷]